# 内藤忠行 (旗本)
内藤 忠行（ないとう ただゆき）は、江戸時代後期の旗本（寄合）。石高は5,000石。

## 生涯
文化7年（1810年）3月1日、三河吉田藩3代藩主・松平信明の十二男として江戸谷中の吉田藩下屋敷で生まれる。文政8年（1825年）2月20日に旗本内藤忠恒の婿養子となり、文政9年（1826年）6月27日に内藤家へ引越す。文政10年（1827年）2月15日に初めて将軍家斉に拝謁する。天保2年（1831年）に家督を相続し、天保7年（1836年）11月1日に火消役となる。天保12年（1841年）12月10日、病により御役御免となる。嘉永2年（1849年）7月29日に隠居し、養子忠善（美作津山藩主・松平康哉の四男松平維賢の五男）に家督を譲る。嘉永6年（1853年）9月6日に死去。享年44。